# Agardhella
Agardhella es un género de foraminífero bentónico de la subfamilia Ammomarginulininae, de la familia Lituolidae, de la superfamilia Lituoloidea, del suborden Lituolina y del orden Lituolida. Su especie tipo es Agardhella placula. Su rango cronoestratigráfico abarca desde el Bathoniense (Jurásico medio) hasta el Ryazaniense (Cretácico inferior).

## Discusión
Clasificaciones previas incluían Agardhella en el suborden Textulariina del orden Textulariida, o en el orden Lituolida sin diferenciar el suborden Lituolina.

## Clasificación
Agardhella incluye a la siguiente especie:
- Agardhella placula